# Israelisches Pfund
Das Israelische Pfund (hebräisch לִירָה יִשְׂרְאֵלִית; auch Lira, Plural Lirot) war von 1948 bis 1980 die Währung Israels. 

## Geschichte

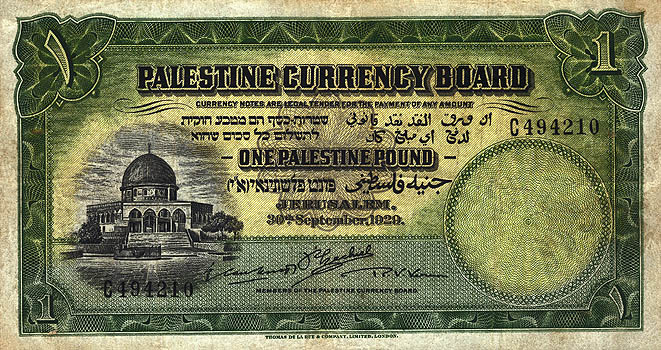
Palästinensische Pfund-Note (1929)

Im Rahmen des Britischen Mandats über Palästina, durch das das Gebiet des heutigen Israel bis 1948 von Großbritannien verwaltet wurde, wurde als Währung für die Region 1927 das Palästina-Pfund geschaffen; diese Währung war im Verhältnis 1:1 an das Britische Pfund gebunden und wurde in 1000 Mills unterteilt. Banknoten wurden durch das Palästinensische Currency Board herausgegeben, welches dem britischen Staatssekretär für die Kolonien unterstand. 
Israel übernahm das Palästinensische Pfund, doch kurz nach der Staatsgründung wurden neue Banknoten durch die Anglo-Palestine Bank mit Sitz in London herausgegeben. Die neuen Münzen trugen den Namen des neugegründeten Staates. Die Banknoten hingegen trugen die Aufschrift der Emittentin „The Anglo-Palestine Bank Limited“; die Währungsbezeichnung lautete englisch Palestine pound, 
hebräisch לִירָה אֶרֶצְיִשְׂרְאֵלִית Līrah Eretzjisrəʾelīt (Kürzel לירה א״י Lira E.Y) und arabisch جنيه فلسطيني, DMG Ǧunayh Filasṭīnī.
Im Jahre 1952 änderte die Anglo-Palestine Bank ihren Namen in Bank Leʾummī le-Jisraʾel (Nationale Bank für Israel) und der Währungsname lautete לִירָה יִשְׂרְאֵלִית Līra Jisraʾelīt in Hebräisch, جنيه إسرائيلي, DMG Ǧunayh Isrāʾīlī in Arabisch und englisch Israel pound. Ab 1955, nachdem die Bank von Israel gegründet wurde und die Banknotenausgabe übernahm, wurde nur noch der hebräische Name verwendet, zusammen mit dem Symbol „I£“ (hebräisch ל״י).
Das Pfund war anfänglich noch in 1000 Mils unterteilt, ab 1949 jedoch in 1000 Prutot und ab 1960 in 100 Agorot. Die Bindung an das Britische Pfund wurde am 1. Januar 1954 aufgehoben.
Während der 1960er-Jahre führte eine Debatte über den nicht-hebräischen Währungsnamen zu einem Gesetz, das den Finanzminister anwies, den Namen des Pfundes durch einen hebräischen Namen, Schekel (שֶׁקֶל Scheqel), zu ersetzen. Das Gesetz erlaubte es dem Minister, das Datum des Wechsels zu bestimmen. Erst im Februar 1980 wurde es umgesetzt, als die Regierung eine Währungsumstellung beschloss und den Schekel mit dem Umtauschkurs 1 Schekel = 10 Pfund einführte.

## Münzen
Israels erste Münzen waren 25-Mil-Stücke aus Aluminium mit den Jahrgängen 1948 und 1949, die 1949, noch vor der Einführung der Pruta, ausgegeben wurden. Später in diesem Jahr wurden Münzen in den Werten von 1, 5, 10, 25, 50, 100 und 250 Pruta ausgegeben. Eine Münze zu 500 Pruta wurde geprägt, aber nie ausgegeben.
1960 wurden Münzen in der neuen Untereinheit Agora ausgegeben. Es gab sie zu 1, 5, 10 und 25 Agorot. 1963 kamen Münzen zu ½ und 1 Pfund hinzu, gefolgt von einer 5-Pfund-Münze 1978.

## Banknoten

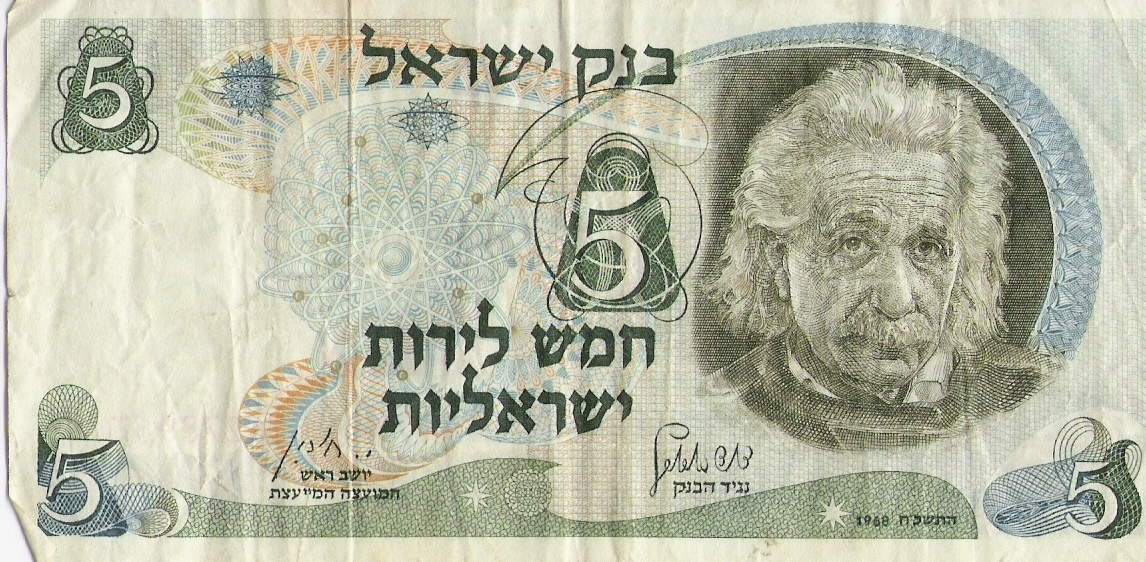
5-Lirot-Note von 1968 mit Porträt Albert Einsteins.

Zwischen 1948 und 1951 gab die Anglo-Palestine Bank Banknoten zu 500 Mils, 1, 5, 10 und 50 Pfund aus. 1952 kamen Noten der israelischen Regierung heraus, und zwar zu 50 und 100 Mils (bereits 1948 gedruckt), sowie zu 50 und 100 Pruta; 1953 kam eine Note zu 250 Pruta dazu. Ebenfalls 1952 gab die Bank Leumi Banknoten heraus, und zwar in denselben Nennwerten wie die Anglo-Palestine Bank, außer dass die 500-Mils-Note durch eine 500-Pruta-Note ersetzt wurde.
Die Bank of Israel begann 1955 mit der Notenausgabe, ebenfalls mit Noten zu 500 Pruta, 1, 5, 10 und 50 Pfund. 1968 kamen 100-Pfund-Noten dazu, 1975 zusätzlich 500-Pfund-Noten.